# Skandinavisk (skak)
 Denne artikel omhandler en åbning i skak. Opslagsordet har også en anden betydning, se Skandinaviske sprog.
Skandinavisk eller skandinavisk forsvar er en skakåbning, der er karakteriseret af trækkene:
1. e4 d5
Åbningen bliver klassificeret med koden B01 i Encyclopaedia of Chess Openings (ECO). Det skandinaviske forsvar bliver beskrevet i Scachs d'amor, som den ældste åbning af sort, der kendes fra moderne skak. Det generelle formål med forsvaret er at forhindre at hvid får kontrol over midten af brættet, og fremtvinger i praksis et åbent spil, mens det tillader at sort får opbygget en stærk bondestruktur.